# Tangub City
Tangub City ist eine der Stadt und liegt auf der Insel Mindanao in der philippinischen Provinz Misamis Occidental.
Tangub trägt den Beinamen Christmas Symbols Capital of Mindanao („Hauptstadt der christlichen Symbole von Mindanao“), da sich die Stadt besonders in den Monaten vor dem Weihnachtsfest festlich geschmückt, dekoriert und beleuchtet präsentiert.

## Namensherkunft
Der Name Tangub leitet sich ab von dem Wort Tangkob aus der Sprache der einheimischen Volksgruppe der Subanon und bezeichnet einen großen Bambuskorb zur Aufbewahrung von Reis.
Als eine Gruppe Spanier den Ort erkundeten, fanden sie einen toten Mann. Die Subanon, die bei ihm waren, erzählten den Soldaten, der Mann wäre von einer Schlange gebissen worden, die im Reiskorb saß, als er nachschauen wollte, ob sich noch Reis in ihm fände. Die Spanier, die kein Wort des Dialektes verstanden, berichteten danach von einem Mann der tot in Tangkub aufgefunden worden wäre. Von da an wurde der Ort zuerst Tangob genannt. Mit den Jahren wurde das "o" durch ein "u" ersetzt und wandelte sich zu der heutigen Bezeichnung.

## Geographie
Tangub City liegt im südlichen Teil der Provinz  Misamis Occidental. Sie wird flankiert von der Gemeinde Bonifacio im Westen, der Bucht von Panguil im Süden und der Stadt Ozamis City im Norden. Im Nordwesten ragt eine Spitze des Stadtgebiets in die Gemeinde Don Victoriano Chiongbian hinein und im Südosten grenzt es an die Provinz von Zamboanga del Sur. Im Norden liegt der 2.411 m hohe Mount Malindang.
Hauptsächlich wird im Stadtgebiet Kokosnuss angebaut, ca. 62 % der gesamten Landfläche wird von Kokosnuss, Mais und Reisfelder eingenommen. Daneben ist die Fischerei ein Hauptwirtschaftsfaktor.

## Baranggays
Tangub City ist politisch unterteilt in 55 Baranggays.
| - Santa Maria (Baga) - Balatacan - Banglay - Mantic - Migcanaway - Bintana - Bocator - Bongabong - Caniangan - Capalaran - Catagan - Barangay I - City Hall (Pob.) - Barangay II - Marilou Annex (Pob.) - Barangay IV - St. Michael (Pob.) - Isidro D. Tan (Dimaloc-oc) - Garang - Guinabot - Guinalaban - Kauswagan | - Kimat - Labuyo - Lorenzo Tan - Barangay VI - Lower Polao (Pob.) - Lumban - Maloro - Barangay V - Malubog (Pob.) - Manga - Maquilao - Barangay III - Market Kalubian (Pob.) - Minsubong - Owayan - Paiton - Panalsalan - Pangabuan - Prenza - Salimpuno - San Antonio | - San Apolinario - San Vicente - Santa Cruz - Santo Niño - Silangit - Simasay - Sumirap - Taguite - Tituron - Barangay VII - Upper Polao (Pob.) - Villaba - Silanga - Aquino (Marcos) - Baluk - Huyohoy - Matugnao - Sicot - Tugas |

## Geschichte
Die ursprünglichen Bewohner war das Volk der Subanon, die den Großteil des nördlichen Mindanaos bevölkerten. Der Name Subano leitet sich ab von dem Wort Suba (Fluss), da sich die Urbewohner entlang der Flüsse der Region niederließen. Später kamen immer mehr christliche Siedler von den nahen Inseln Bohol und Cebu über die Mindanaosee und siedelten sich entlang der Bucht von Panguil an. 
Der Ort Tangub war zuerst ein Barrio von Misamis, heute Ozamis City. Der starke Einstrom von Siedlern in den 1920er Jahren forderte die Wandlung des Ortes in ein Dorf und damit in eine Verwaltungsgemeinde. 
Um 1929, 64 Monate nachdem Tangub durch eine Verfügung des Amerikanischen Gouverneur-Generals Dwight Filley Davis zu einer Gemeinde ernannt wurde, begannen die ersten Schritte auf dem Weg zu dem Erhalt der Stadtrechte. Zuerst wurde Tangub von seiner Muttergemeinde Misamis, abgespaltet. Die neue Gemeinde Tangub beinhaltete dabei alle Barrios der heutigen Gemeinde Bonifacio, die damals noch den Namen Digson trug. Kurz vor Ausbruch des Zweiten Weltkrieges wurde Bonifacio dann selbst zu einer Verwaltungsgemeinde und von Tangub getrennt.
Durch den Einsatz des Kongressabgeordneten William Chiongbian wurde Tangub am 17. Juni 1967 mit dem Republic Act Nr. 5136 zu einer beurkundeten Stadt, der dritten in der Provinz Misamis Occidental und der 50. in den Philippinen.  Das Stadtjubiläum wird jedoch erst am 28. Februar gefeiert.

## Sehenswürdigkeiten
- Die Stadthalle von Tangub City
- Das Stadtgebiet während der Weihnachtszeit.